# Burmeistera oyacachensis
Burmeistera oyacachensis är en klockväxtart som beskrevs av Jeppesen. Burmeistera oyacachensis ingår i släktet Burmeistera och familjen klockväxter. IUCN kategoriserar arten globalt som starkt hotad. Inga underarter finns listade i Catalogue of Life.